# Pallamano ai Giochi della XXI Olimpiade - Torneo femminile
Il torneo femminile di pallamano ai Giochi della XXI Olimpiade si è svolto dal 20 al 28 luglio 1976 ed è stato ospitato da tre impianti: il Complexe sportif Claude-Robillard di Montréal, il Palazzo dello sport Léopold-Drolet di Sherbrooke, il Pavillon de l'éducation physique et des sports (PEPS) dell'Università Laval di Québec.
La medaglia d'oro è stata vinta dall'Unione Sovietica, che si è classificata al primo posto nel girone unico, col quale è stato organizzato il torneo. La medaglia d'argento è andata alla Germania Est, seconda classificata grazie a una migliore differenza reti, e la medaglia di bronzo all'Ungheria, terza classificata.
L'ultima giornata del torneo fu decisiva per l'assegnazione delle tre medaglie con l'Ungheria che ebbe la meglio sulla Romania e l'Unione Sovietica sulla Germania Est. Le sovietiche riuscirono a resistere al ritorno delle tedesche nel corso del secondo tempo, vincendo poi la partita per 14-11, grazie anche a Zinaida Turčina che realizzò metà delle reti delle sovietiche. La migliore marcatrice della partita per la Germania Est fu Roswitha Krause, che fu l'unica atleta tra le medagliate a questo torneo che vinse la sua seconda medaglia olimpica, avendo già vinto l'argento nella staffetta 4x100m sl a Città del Messico 1968.

## Formato
Le sei squadre partecipanti sono state inserite in un girone unico e ciascuna squadra affronta tutte le altre, per un totale di cinque giornate. La classifica finale del girone corrisponde con la classifica finale del torneo e le medaglie sono assegnate alle prime tre.

## Squadre partecipanti
|                          | Data                      | Sede         | Posti | Qualificate                                    |
| ------------------------ | ------------------------- | ------------ | ----- | ---------------------------------------------- |
| Paese organizzatore      |                           |              | 1     | Canada                                         |
| Campionato mondiale 1975 | 2-13 dicembre 1975        | Germania Est | 4     | Germania Est Unione Sovietica Ungheria Romania |
| Torneo di qualificazione | 28 giugno - 3 luglio 1976 | Stati Uniti  | 1     | Giappone                                       |
| Totale                   |                           |              | 6     |                                                |

## Risultati

### Classifica
| Pos.    | Squadra          | Pt | G | V | N | P | GF | GS  | DR  |
| ------- | ---------------- | -- | - | - | - | - | -- | --- | --- |
| Oro     | Unione Sovietica | 10 | 5 | 5 | 0 | 0 | 92 | 40  | +52 |
| Argento | Germania Est     | 7  | 5 | 2 | 1 | 2 | 89 | 47  | +42 |
| Bronzo  | Ungheria         | 7  | 5 | 2 | 1 | 2 | 85 | 55  | +30 |
| 4.      | Romania          | 4  | 5 | 2 | 0 | 3 | 73 | 83  | -10 |
| 5.      | Giappone         | 2  | 5 | 1 | 0 | 4 | 72 | 115 | -53 |
| 6.      | Canada           | 0  | 5 | 0 | 0 | 5 | 35 | 106 | -71 |

### Risultati
| Montréal 20 luglio 1976 | Ungheria | 25 – 18 (10-7) | Giappone | Complexe sportif Claude-Robillard |

| Québec 20 luglio 1976 | Unione Sovietica | 21 – 3 (8-2) | Canada | PEPS |

| Sherbrooke 20 luglio 1976, ore 17:30 | Germania Est | 18 – 12 (11-3) | Romania | Palazzo dello sport Léopold-Drolet |

| Montréal 22 luglio 1976, ore 17:30 | Unione Sovietica | 14 – 8 (6-3) | Romania | Complexe sportif Claude-Robillard |

| Québec 22 luglio 1976 | Germania Est | 24 – 10 (12-3) | Giappone | PEPS |

| Sherbrooke 22 luglio 1976 | Ungheria | 24 – 3 (11-3) | Canada | Palazzo dello sport Léopold-Drolet |

| Montréal 24 luglio 1976 | Germania Est | 29 – 4 (15-2) | Canada | Complexe sportif Claude-Robillard |

| Québec 24 luglio 1976, ore 17:30 | Romania | 21 – 20 (13-11) | Giappone | PEPS |

| Sherbrooke 24 luglio 1976 | Unione Sovietica | 12 – 9 (5-5) | Ungheria | Palazzo dello sport Léopold-Drolet |

| Montréal 26 luglio 1976, ore 17:30 | Romania | 17 – 11 (8-5) | Canada | Complexe sportif Claude-Robillard |

| Québec 26 luglio 1976 | Unione Sovietica | 31 – 9 (15-5) | Giappone | PEPS |

| Québec 26 luglio 1976 | Germania Est | 7 – 7 (2-4) | Ungheria | PEPS |

| Montréal 28 luglio 1976, ore 13:15 | Ungheria | 20 – 15 (10-6) | Romania | Complexe sportif Claude-Robillard |

| Montréal 28 luglio 1976 | Unione Sovietica | 14 – 11 (7-5) | Germania Est | Complexe sportif Claude-Robillard |

| Montréal 28 luglio 1976 | Giappone | 15 – 14 (7-11) | Canada | Complexe sportif Claude-Robillard |